# 王君绍
王君绍（1937年12月—），吉林集安人，中华人民共和国政治人物。

## 生平
1958年10月，起为鞍山钢铁公司大力子铁矿工人。1966年6月，担任鞍山钢铁公司大石桥镁矿工人。1967年12月，担任鞍山钢铁公司弓长岭铁矿工人。1973年6月，任鞍山钢铁公司弓长岭铁矿党委副书记、革委会副主任。1973年9月，加入中国共产党。1975年3月，任鞍山钢铁公司弓长岭铁矿党委书记。1977年7月，任鞍山钢铁公司党委副书记，担任中国共产党第十一届中央委员会候补委员。1977年10月，在中共中央党校学习。1978年6月，任鞍山钢铁公司弓长岭铁矿党委书记。1982年9月起任太原钢铁公司峨口铁矿副矿长。1984年9月，在本溪冶金专科学校学习。1987年5月，任鞍山钢铁公司桦子峪矿副矿长。1990年10月，任辽镁公司安全环保处副处长。1994年至1996年6月，在辽镁公司大石桥耐火厂内退。